# Reforma Ruusan
La Reforma Ruusan (en el universo ficticio de Star Wars creado por George Lucas),  es un evento ficticio perteneciente al universo de ficción de Star Wars. Se produce cuando la República Galáctica establece como año cero el año de la Batalla de Ruusan, que se produce mil años antes de la Batalla de Yavin según el calendario estándar.

## Historia
Según el Universo expandido de Star Wars la Batalla de Ruusan puso fin a la guerra contra la Orden Sith. La república tuvo que ser reconstruida casi por entero haciendo de la Reforma Ruusan mucho más que un simple cambio en el sistema de datación.
El sistema de gobierno no pareció cambiar demasiado (ya que la República había sido gobernada por un Canciller Supremo y un Senado Galáctico por unos 4,000 años), pero la Orden Jedi sufrió una importante reforma. En orden a demostrar al resto de la República Galáctica que los Jedi no se convertirían en un ejército conquistador, dejaron de usar su armadura de batalla, renunciaron a todos los rangos militares (como el de "Lord") deshicieron sus ejércitos y se sometieron a la jurisdicción del Canciller Supremo y el Departamento de Justicia.
Para reducir las posibilidades de un resurgimiento de los Sith. La orden comenzó a entrenar a los jóvenes desde su nacimiento y el entrenamiento de cada  Padawan se centralizó en Coruscant, para eliminar el peligro de que pudiera haber estudiantes que accedieran a conocimientos Sith, por no contar con una supervisión adecuada.